# Pyrrosia birii
Pyrrosia birii là một loài dương xỉ trong họ Polypodiaceae. Loài này được P.C.Pande & H.C.Pande mô tả khoa học đầu tiên năm 1995.
Danh pháp khoa học của loài này chưa được làm sáng tỏ. 